# Masarykovo náměstí 20 (Třeboň)
Masarykovo náměstí 20 je označení pro historickou budovu, která se nachází na rohu zmíněného náměstí a Husovy ulice, hned vedle hotelu Bílý koníček. Dvoupatrový rohový dům se svým stylem nápadně odlišuje od okolní zástavby, na rozdíl od jiných budov nezasahuje nicméně dále od uliční čáry. 
V současné době v domě sídlí základní umělecká škola. Dům není památkově chráněný.

## Historie
Jedná se o jednu z nejnovějších budov na historickém náměstí. Dvoupatrový dům s neoklasicistními prvky si nechala vystavět v polovině 19. století záložna. Dům byl dokončen roku 1864. Občanská záložna je zde doložena z roku 1872. Pro potřeby peněžního ústavu ale bylo využíváno především přízemí, v horních patrech se nacházely kanceláře místní radnice. Pro potřeby záložny část domu fungovala až do přelomu století. Vzhledem k tomu, že pro místní byla budova známá, rozhodl se peněžní ústav později přestěhovat na protější stranu náměstí, kde se dnes nachází dům spořitelny. 
Po druhé světové válce se v domě nacházela knihovna, která zde vydržela až do konce 80. let 20. století. Následovně dům sloužil opět pro potřeby třeboňské radnice, ale jen do doby, než se ta v druhé dekádě 21. století přestěhovala do bývalých kasáren na Budějovickém předměstí. Následně jej radnice prodala a dům chátral, než ho město znovu odkoupilo. Dům byl po roce 2017 revitalizován, resp. stavebně upraven celkovým nákladem 73 milionů korun. Opravena byla fasáda a především střecha. Od té doby slouží jako základní umělecká škola. Slavnostně byla otevřena dne 3. září 2019.